# Parc national des Lençóis Maranhenses
Le parc national des Lençóis Maranhenses (portugais : Parque Nacional dos Lençóis Maranhenses) est un parc national du Brésil situé au Maranhão.

## Géographie
Le parc a une superficie de 1 550 km2 et est situé au nord-est du Maranhão à environ 270 km de São Luís. Le parc comprend un ensemble de dunes et de lagunes interdunaires. La bande de dunes s’avance de la côte de 5 à 25 km à l’intérieur des terres.
Inséré entre le biome marin côtier et le cerrado, le parc préserve des écosystèmes de mangroves, de bancs de sable et de dunes, associant vents forts et précipitations régulières. Sa grande beauté paysagère, combinée aux excursions écotouristiques à travers les champs de dunes et à la possibilité de se baigner dans les lagunes et d’observer le ciel nocturne, attirent des touristes du monde entier, qui visitent le parc tout au long de l’année.

## Faune et flore
Le parc protège quatre espèces classées en danger : l’ibis rouge (Eudocimus ruber), la loutre néotropicale (Lontra longicaudis), l'oncille (Leopardus tigrinus) et le lamantin (Trichechus manatus). Il accueille 133 espèces de plantes, 112 espèces d’oiseaux et au moins 42 espèces de reptiles.

## Culture populaire
L’endroit a servi de décor au film brésilien Casa de Areia (La Maison de sable) de 2005. L’un des épisodes de la série de télé-réalité Naked and Afraid diffusée par Discovery Channel a été filmé dans la région. Les films Avengers : Infinity War et Avengers : Endgame (2019) ont utilisé l’endroit comme cadre pour la planète Vormir.

## Protection
Le parc est inscrit sur la liste du patrimoine mondial par l'UNESCO en juillet 2024.

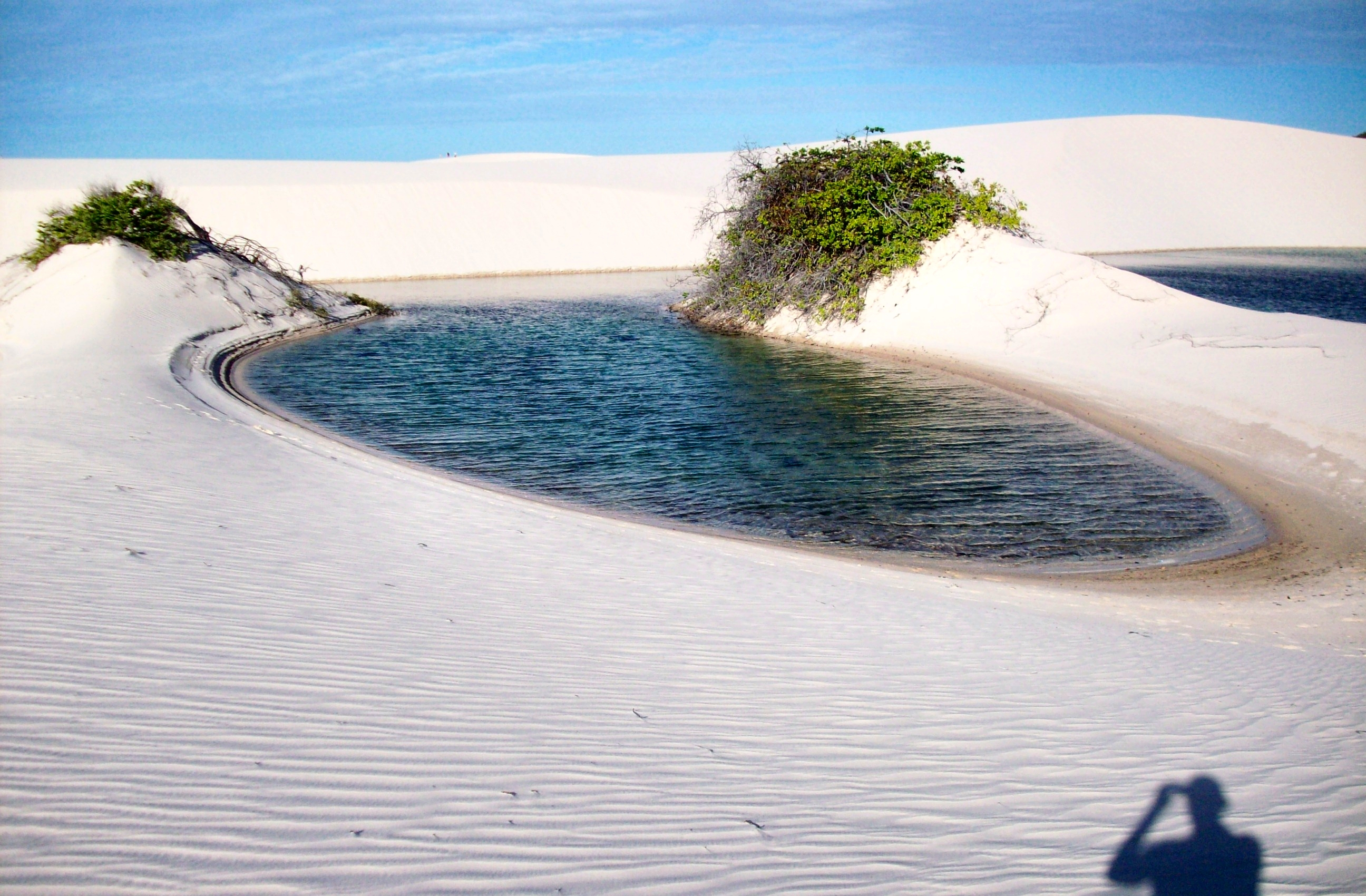
Les Lençois Maranhenses.
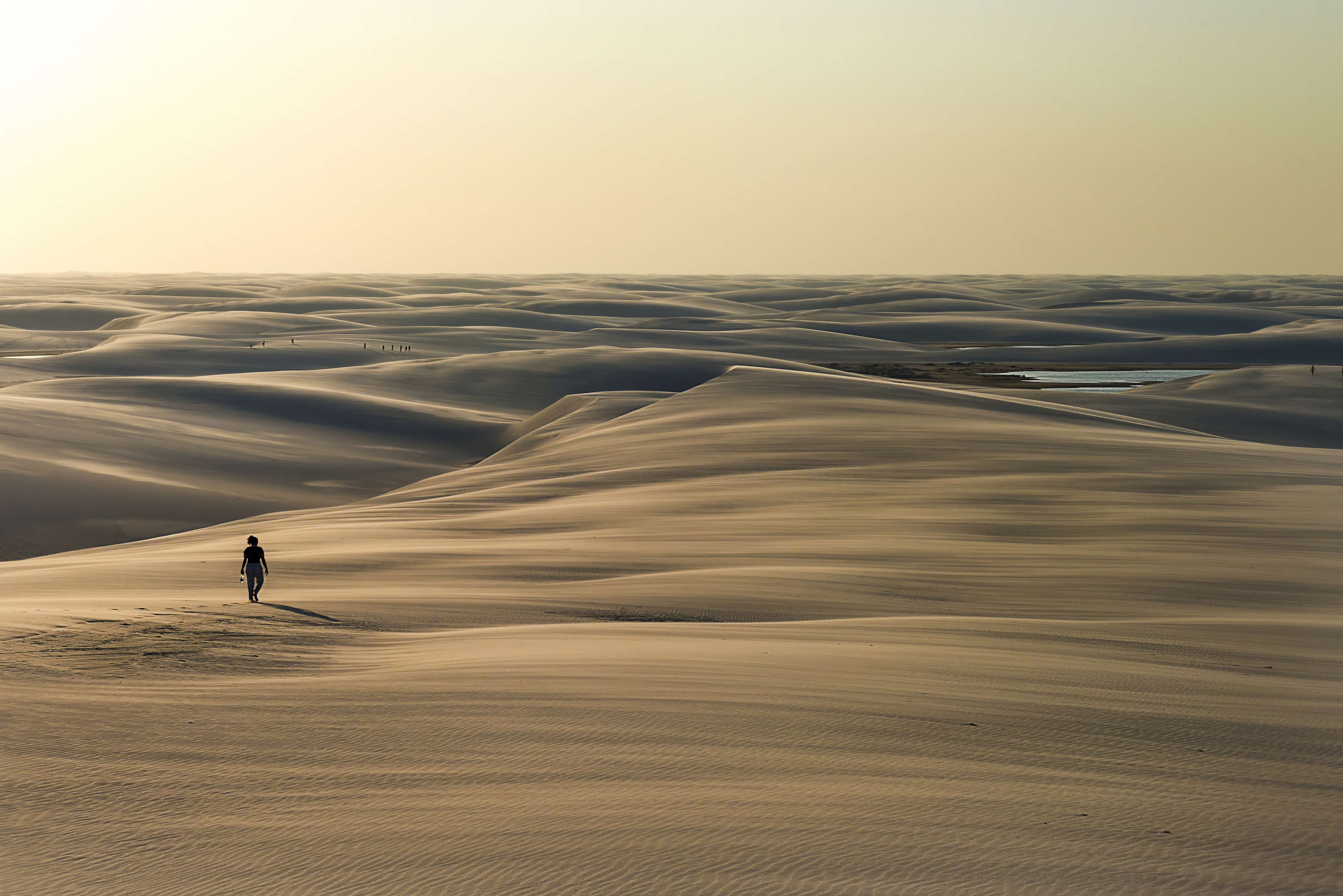
Dunes dans le parc.
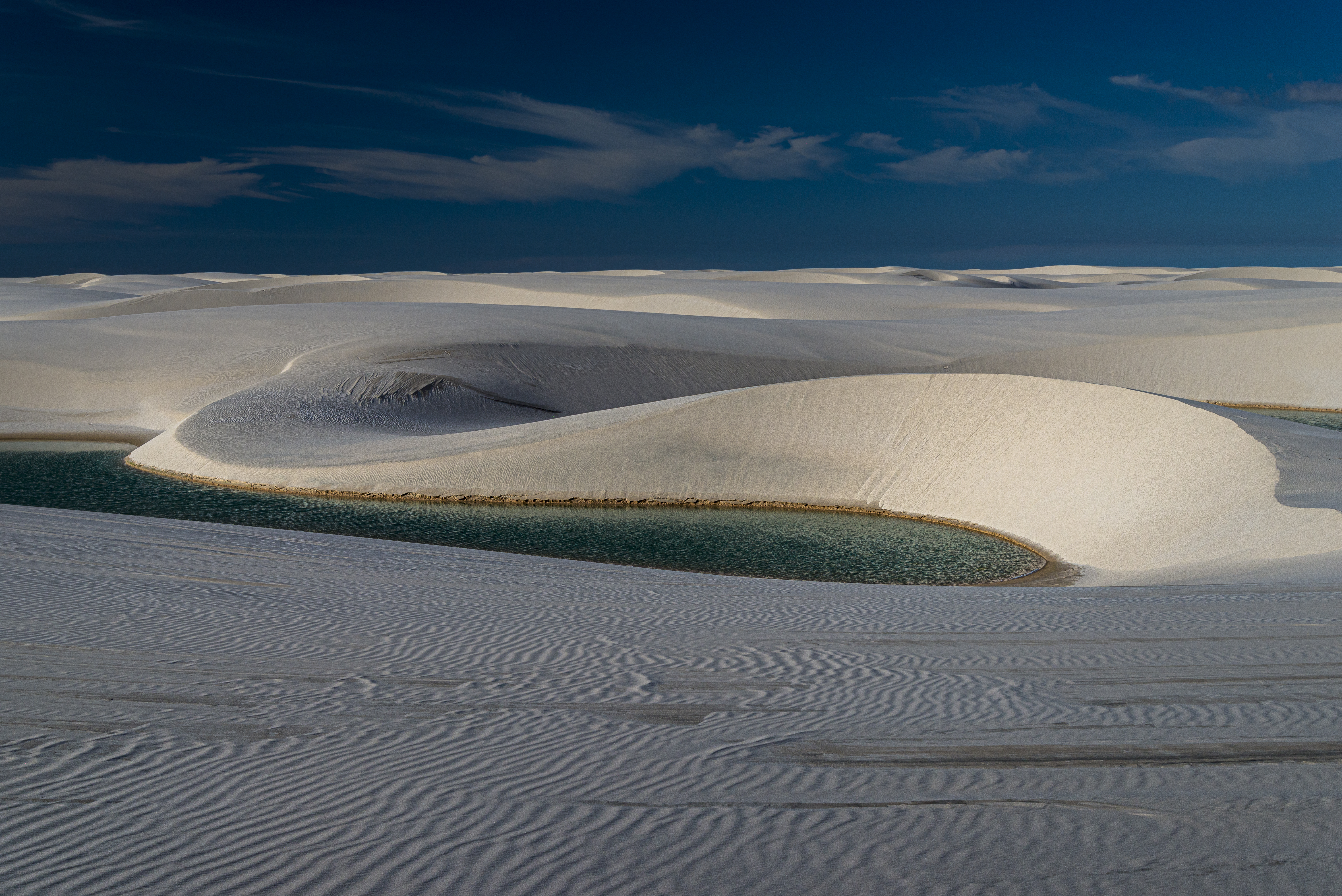
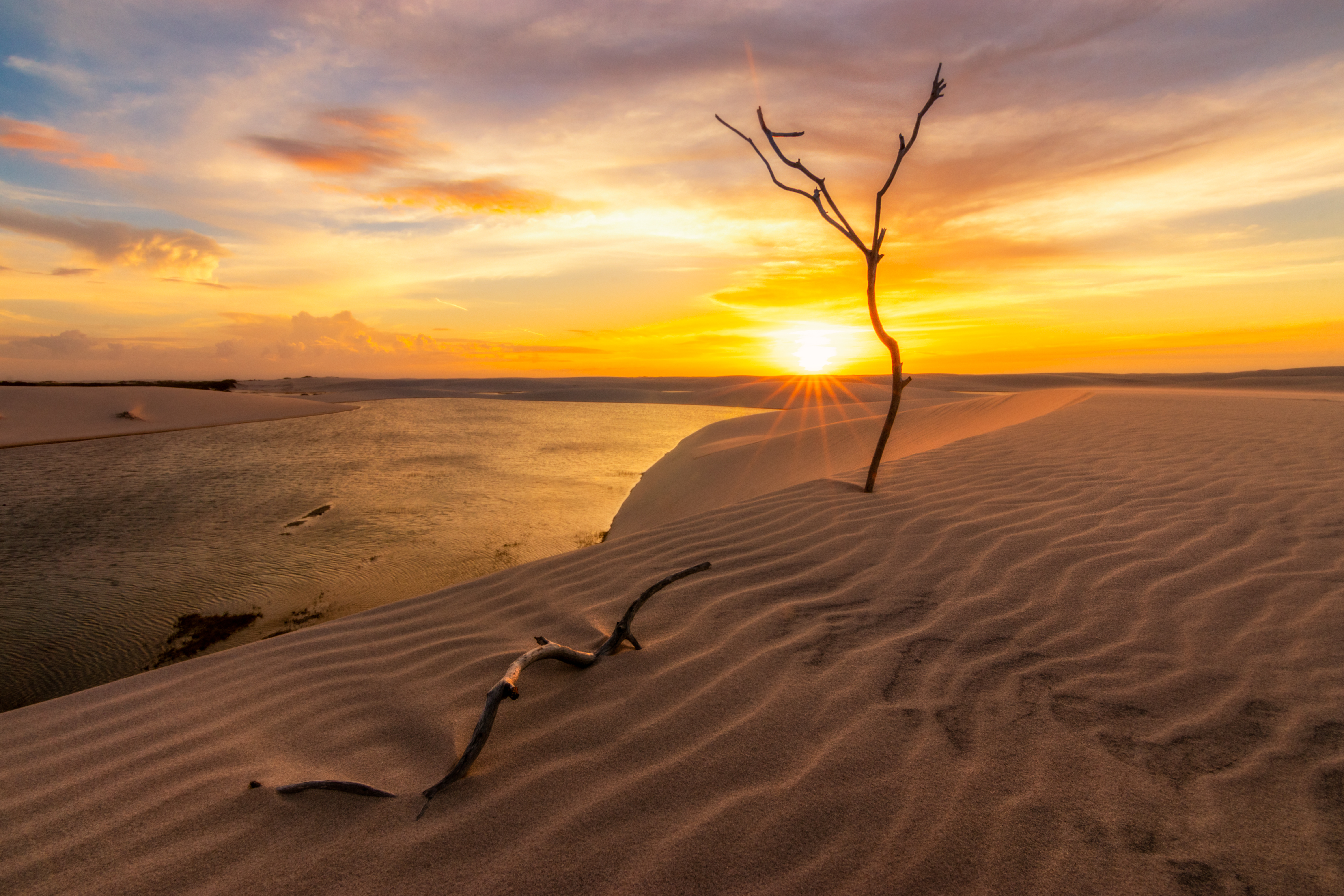
Coucher de soleil sur l'oasis Baixa Grande dans le parc national Lençóis Maranhenses.
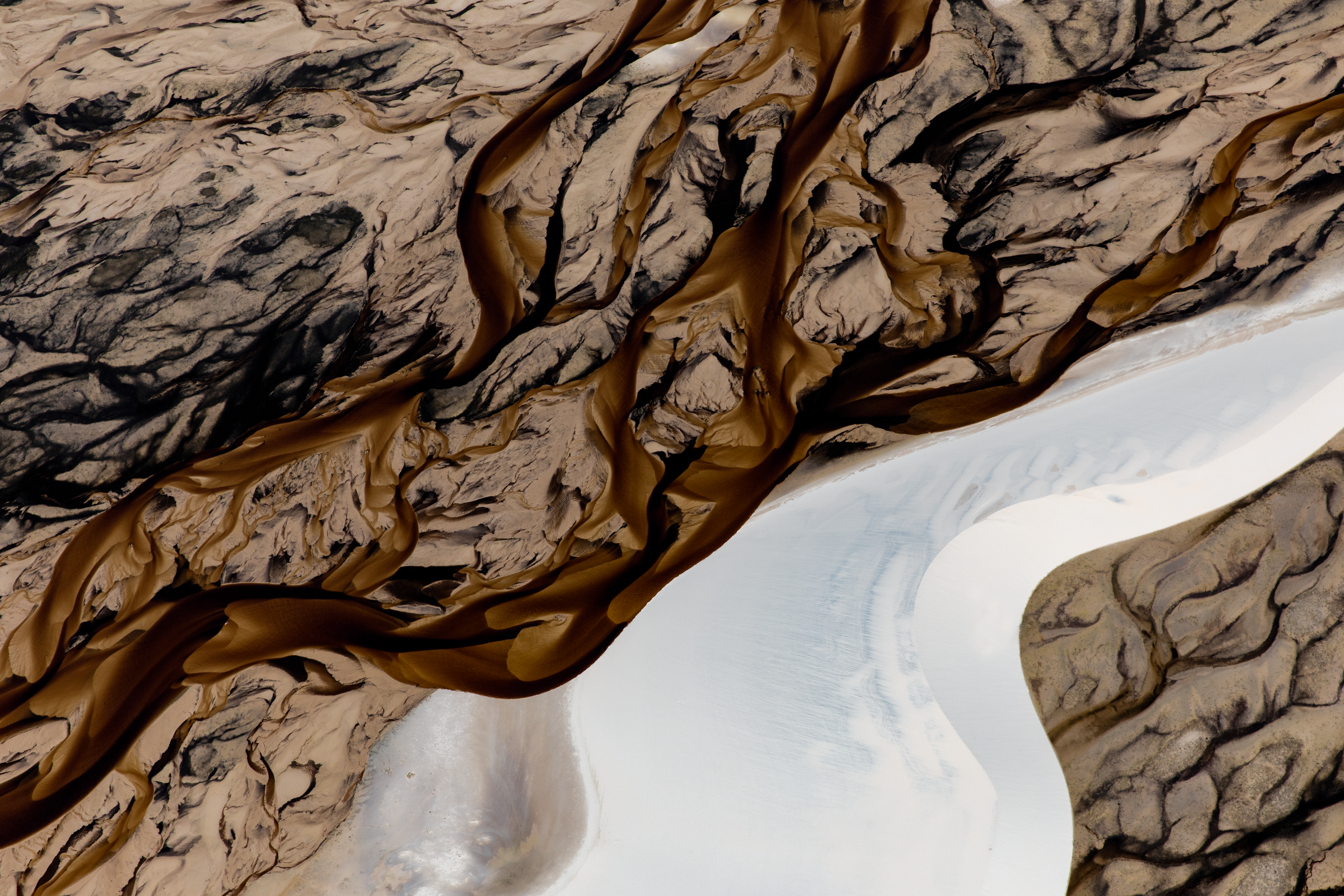
Formes abstraites dans le parc national des Lençóis Maranhenses.
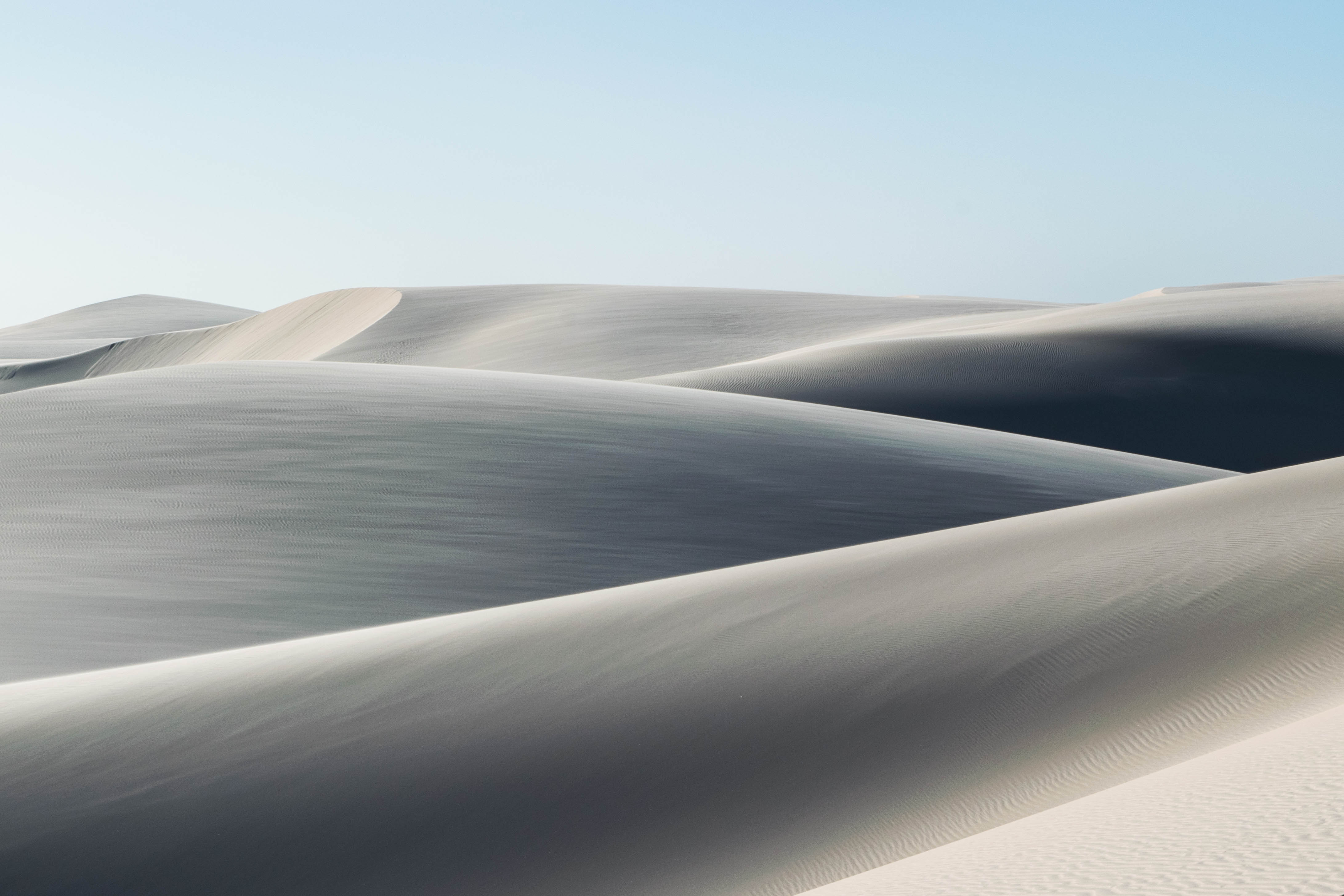
Autres formes abstraites du même. Aout 2022.